# Defensa Territorial (Yugoslavia)
La Defensa Territorial (TO) fueron una parte separada de las Fuerzas Armadas de la antigua República Federal Socialista de Yugoslavia. Estas actuaron como una Guardia Nacional que corresponde, aproximadamente, a una fuerza de reserva o paramilitar oficial del gobierno. Cada una de las Repúblicas que constituían Yugoslavia tuvo sus propias formaciones militares de Defensa Territorial, mientras que el ejército regular de toda la Federación era el Ejército Popular Yugoslavo (JNA), también mantuvo sus propias fuerzas de reserva.

## Antecedentes
Yugoslavia era un Estado socialista, pero no un país del Bloque del Este. En 1948, después de la ruptura Tito-Stalin Yugoslavia rompió relaciones con la Unión Soviética y sus aliados, durante la Guerra Fría, que fue uno de los principales miembros del Movimiento de Países No Alineados. Después de la invasión soviética de Checoslovaquia en 1968, las preocupaciones acerca de un eventual ataque soviético comenzó a crecer dentro de las autoridades yugoslavas. La invasión de Checoslovaquia puso de manifiesto que las fuerzas convencionales de a pie de un pequeño país no podía rechazar un ataque por sorpresa de un agresor, cualitativa y cuantitativamente superior. Siendo una posición estratégica entre los dos grandes bloques, la OTAN y el Pacto de Varsovia, Yugoslavia debía preparar su propia doctrina militar para un eventual escenario de una Tercera Guerra Mundial.

## Doctrina
Con la aprobación de la Ley de Defensa Nacional de 1969, Yugoslavia adoptó una doctrina militar sobre la base de una posible guerra total llamada de Defensa Nacional Total o Defensa Total del Pueblo (ONO) fue inspirada por la Guerra de Liberación de Yugoslavia en contra de los invasores fascistas y sus colaboradores durante la Segunda Guerra Mundial, y fue diseñada para permitir a Yugoslavia mantener, o eventualmente restablecer, su independencia y estatus de No Alineado en caso de ocurrir una invasión. Según esto, cualquier ciudadano que se resiste a un agresor es un miembro de las fuerzas armadas, por lo que toda la población podría convertirse en un monolítico ejército de resistencia.
Como consecuencia de esta doctrina, la fuerza principal de este sistema fueron dos componentes de las Fuerzas Armadas de Yugoslavia: el JNA y la Defensa Territorial (TO). El JNA era un componente federal y operativo, mientras que el TO estaba menos armado y destinado principalmente a la guerra de guerrillas y la vigilancia territorial.
Empezando desde la escuela primaria, pasando por escuelas secundarias, universidades, organizaciones y empresas, las autoridades prepararon a toda la población para responder ante una eventual ocupación del país y, finalmente, liberarlo. Para ello, las Fuerzas de Defensa Territorial (TO) se formaron para movilizar a la población en caso de una agresión. La preparación para el combate de la TO significaba que se podían omitir los pasos de organización y preparación tras el inicio de las hostilidades. La TO podía complementar al JNA regular, ofreciéndole mayor profundidad defensiva y una población local armada local dispuesta a apoyar las acciones de combate. Un gran número de civiles armados aumentaría el costo de una invasión a un potencial agresor.
El escenario más probable en la doctrina de la ONO se basaba en una guerra generalizada entre la OTAN y el Pacto de Varsovia. En tal situación, Yugoslavia se mantendría en  el Movimiento de Países No Alineados, y no aceptaría tropas extranjeras de cualquier alianza en su territorio. La doctrina reconocía la posibilidad de que uno u otro lado tratara de apoderarse de territorio yugoslavo como zona de preparación avanzada, para asegurar las líneas de comunicación, o simplemente privar del territorio a las fuerzas enemigas. Tal acción sería considerada una agresión y se resistiría contra ella. Independientemente de su ideología, los ocupantes serían considerados enemigos de Yugoslavia.

## Fuerzas de Defensa Territorial
Las Fuerzas de Defensa Territorial se formaron en 1969 como parte integrante de la doctrina yugoslava de la Defensa Nacional Total. Las fuerzas se formaron con civiles sanos, tanto hombres como mujeres. Entre 1 y 3 millones de yugoslavos de  entre 15 y 65 años de edad, lucharían bajo el comando de la TO como fuerzas irregulares o en guerrillas en tiempo de guerra. En tiempos de paz, sin embargo, cerca de 860.000 tropas de la TO participaron en instrucción militar y otras actividades.
A diferencia del JNA, el TO fue organizado por repúblicas y provincias. Las repúblicas estaban a cargo de su funcionamiento, pero el comando estaba bajo la jurisdicción de la Presidencia de la República Popular Yugoslava.
La idea de la TO se centró en pequeñas unidades de Infantería ligeramente armadas, que efectuaban acciones defensivas sobre un terreno local familiar. Una unidad típica era una Compañía del tamaño de um destacamento militar. Más de 2.000 municipios, fábricas y otras empresas organizaron esas unidades, que al luchar en sus lugares de origen, mantendrían la esencial producción local de pertrechos para el esfuerzo de la guerra en general. La TO además incluía algunas unidades más grandes, fuertemente equipadas y con responsabilidades operativas más amplias. Los  batallones y regimientos de la TO operaban en áreas regionales con artillería, cañones antiaéreos y algunos vehículos blindados. Usando su movilidad e iniciativa táctica, estas unidades intentarían aliviar la presión de las columnas de tanques enemigos y ataques aéreos sobre pequeñas unidades de la TO. En las regiones costeras, las unidades tenían misiones navales. Operaban algunos cañoneros en apoyo de operaciones de la Armada. Estas se organizaron para defender áreas estratégicas de la costa e instalaciones navales contra desembarcos anfibios y asaltos del enemigo. También entrenó a algunos buzos para tomar parte en sabotajes y otras operaciones especiales.
La TO fue ayudada por el hecho de que la mayoría de sus ciudadanos-soldados alguna vez fueron reclutas del JNA y habían completado su período de servicio militar obligatorio. Pero el reclutamiento militar era un poco limitado por el deseo del Ejército Popular Yugoslavo de incluir en la reserva militar el mayor número reclutas que recientemente habían finalizado el servicio militar. Otros reclutas de la TO carecían de servicio militar previo y esto exigió un entrenamiento militar básico.
La organización fue altamente descentralizada e independiente. Las unidades de la TO fueron organizadas y financiadas por los gobiernos de cada una de las repúblicas constituyentes; Bosnia y Herzegovina, Croacia, Macedonia,  Montenegro, Serbia y Eslovenia, así como por cada una de sus subunidades,  Voivodina y Kosovo.

## Disolución
La posibilidad de que cada unidad federal yugoslava pudiera tener sus propias formaciones armadas suscitarían la preocupación de los altos mandos militares, ya que en algún momento estos "ejércitos" podrían por separado el oponerse a la fuerza federal militar yugoslava de las JNA, en un acto de secesión.
Estas preocupaciones se hicieron realidad durante la Disolución de Yugoslavia y las guerras de escisión; cuando las fuerzas, en muchas de las repúblicas constituyentes cambiaron su lealtad, y se convirtieron en separatistas paramilitares. Los mandos en la ex-fuerzas de la TO, junto con los mandos y oficiales desertores del ejército yugoslavo de cada etnia constituyente y la fuerza de voluntarios contribuyeron a la fundación de los ejércitos respectivos, tras las declaraciones de independencia de éstas entidades políticas que surgieron tras la desintegración de Yugoslavia, y los posteriores conflictos que se sucederían entre estos entes. Estas incluyeron a los ejércitos de Bosnia y Herzegovina, Croacia, Macedonia, Montenegro, Serbia y Eslovenia,

### Desarrollos relacionados
- Ejército Popular Yugoslavo
- Partisanos yugoslavos
- Guerra de los Diez Días (Eslovenia)

### Informaciones similares
- Fuerza de Defensa Territorial de la República de Bosnia y Herzegovina
- Fuerza de Defensa Territorial de Eslovenia